# Susie O'Neill
Susie O'Neill (n. 2 august 1973, Brisbane, Queensland, Australia) este o înotătoare australiană, medaliată olimpică. A participat la 3 ediții ale Jocurilor Olimpice (1992, 1996, 2000) în care a câștigat 4 medalii de aur, 4 medalii de argint și 3 medalii de bronz.